# Billingsmetoden
 Denne artikel bør gennemlæses af en person med fagkendskab for at sikre den faglige korrekthed.

 Der er for få eller ingen kildehenvisninger i denne artikel, hvilket er et problem. Du kan hjælpe ved at angive troværdige kilder til de påstande, som fremføres i artiklen.

Billingsmetoden (også sekretmetoden, ovulationsmetoden) er præventionsmetode der går ud på at finde frem til de dage i menstruationscyklussen hvor kvinden ikke er frugtbar (alternativt hvor hun er frugtbar, hvis man ønsker at graviditeten skal ske).
Billingsmetoden består i at undersøge det sekret (slim) som produceres og udskilles fra livmoderhalskanalen. Strukturen af sekretet ændrer sig i løbet af menstruationscyklusen og specielt op til ægløsningen. I ufrugtbare perioder vil sekretet være mælkehvidt, slimet, tykt, gummiagtigt, klæbrigt, så det klumper eller klistrer til fingrene. Det har da til opgave at blokere livmoderhalsen for indtrængen af fremmedlegemer – inkl. sæd. På I frugtbare perioder, op til ægløsningen, vil sekretet være glat, æggehvideagtigt og elastisk så det strækker sig mellem to finger. Det har da til opgave at hjælpe sæden til lettere at trænge igennem livmoderhalsen og frem til æggestokkene hvor det kan befrugt ægget.
Metoden kan anvendes til som præventionsmetode eller omvendt, hvis man ønsker at opnår graviditet og vil finde de frugtbare perioder. Metoden skal ikke forveksles med "sikre perioder", en mindre præcis metode at finde ufrugtbar dage.
Billingsmetoden er opkaldt efter Evelyn Billings som skrev bogen "'Billings metoden – naturlig fødselskontrol" sammen med Ann Westmore. Ifølge WHO er Billingsmetoden 97% sikker, kun 1% mindre end p-piller.